# 武昌宮
武昌宮是一座位於臺灣南投縣集集鎮的廟宇，主祀玄天上帝，是當地鎮民的信仰中心，曾多次改建。舊武昌宮在1999年921大地震中倒塌，後原址保留作為震災紀念遺址。在舊址前方另建新廟，新廟宇於2013年入火安座。

## 歷史

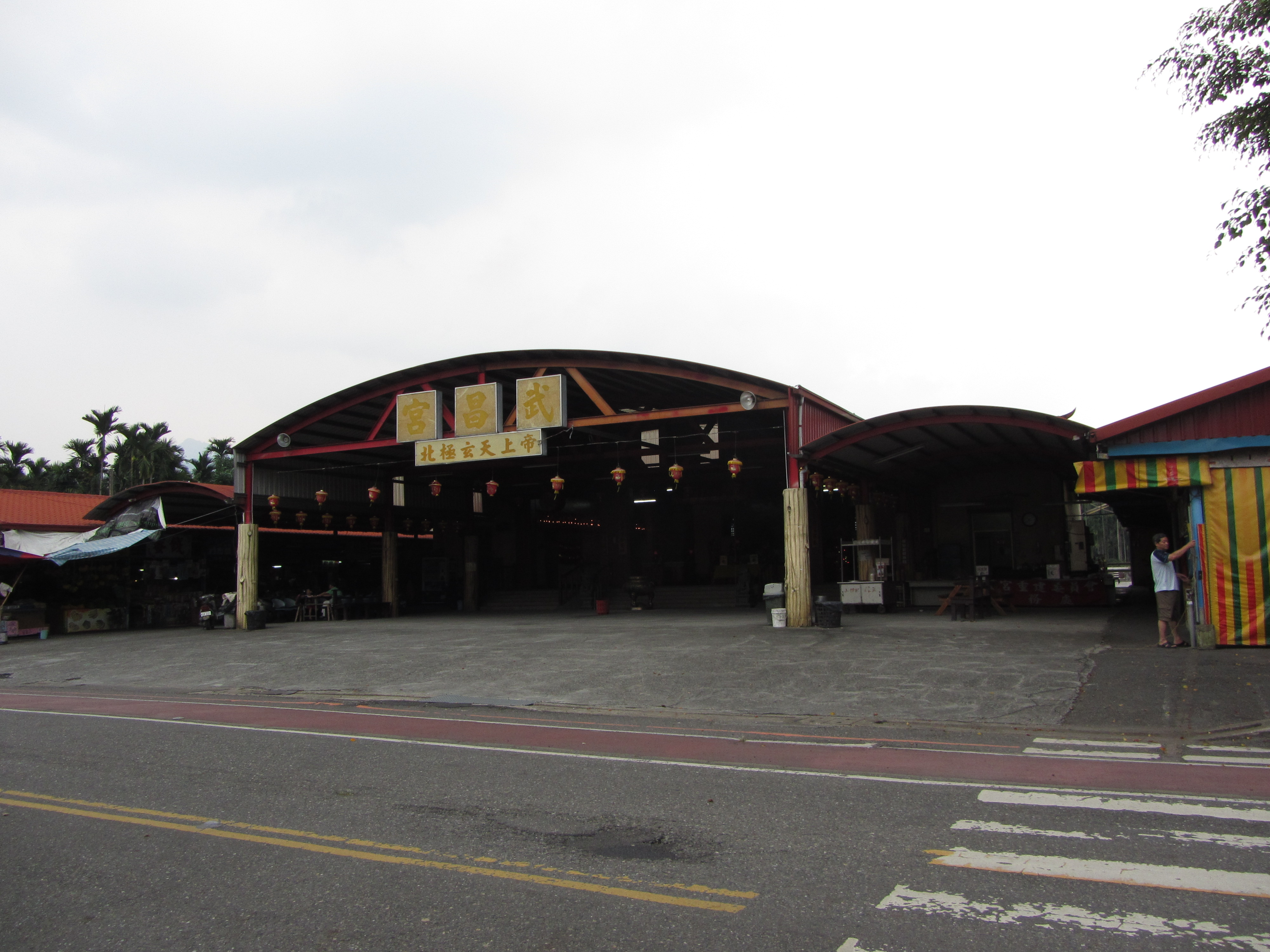
武昌宮神像暫時奉祀處

武昌宮的歷史最早可追溯到日治時代明治36年（1903年），集集當地士紳楊添壽、陳玉盛、陳鴨行三人募資雕塑玄天上帝神像，並由中國大陸湖北武當山的南岩宮分靈，1923年正式建廟。1990年曾任集集鎮農會理事長、總幹事及鎮民代表會主席黃朝瓞捐贈土地擴建該廟，並於1991年開始工程。1999年該廟完工後不久因為921大地震而倒塌，但神像因為信徒搶救而未受損。倒塌的原廟永久保留，重建完成的新廟則於2013年10月12日舉辦神像入火安座大典，正式啟用。
2022年10月27日，倒塌的舊廟以「舊武昌宮」的名稱登錄為史蹟，之後在2023年6月14日將登錄名稱修改為「舊武昌宮遺蹟」。

## 泰順廊橋
廟前有座純木構造的浙江泰順廊橋橫渡清水溪。泰順廊橋於2016年接洽、2019年2月23日完工，為中國浙江省捐贈交流，並以北澗橋為藍本構築。整座廊橋未用一釘一鉚，廊橋中設一月老廟，遊人信眾可由橋上觀看新、舊武昌宮景觀。

## 外部連結
- 集集武昌宮
- 集集文化觀光網站介紹武昌宮
- 日月潭國家風景區的武昌宮介紹
- 南投縣集集鎮武昌宫粉絲團 （页面存档备份，存于）

23°49′54.03″N 120°47′32.50″E / 23.8316750°N 120.7923611°E